# Victor Bodson
Pour les articles homonymes, voir Bodson.
Victor Bodson, né le 24 mars 1902 à Luxembourg, et mort le 29 juin 1984 à Mondorf-les-Bains, est un homme politique luxembourgeois.
Il est ministre de la Justice du Luxembourg et reçoit la distinction honorifique de Juste parmi les nations pour avoir aider des Juifs en Allemagne à échapper aux persécutions pratiquées par le régime nazi.

## Biographie
Victor Nicolas Bodson est né le 24 mars 1902, dans la ville de Luxembourg. Il travaille comme avocat au Luxembourg, et pratique plusieurs sports comme le motocyclisme — dont il en devient le champion national en 1926 — et la natation.
Sa carrière politique commence dans les années 1930, lorsqu'il devient membre du Parti ouvrier socialiste luxembourgeois (LSAP). En 1934, il est élu à la Chambre des députés, et en 1935, il devient membre du conseil communal de la ville de Luxembourg. C'est un militant actif et se porte volontaire auprès d'autres Luxembourgeois pour combattre aux côtés des Républicains espagnols au cours de la Guerre Civile espagnole ; il a également fait campagne contre la Loi muselière. Le 6 avril 1940, il est nommé ministre de la Justice, des Travaux Publics et des Transports. Cependant, comme la plupart des autres membres du gouvernement, il part en exil à Montréal après l’invasion allemande du Luxembourg le 10 mai 1940.
Après la Libération, il conserve les mêmes portefeuilles et, en tant que ministre de la Justice, il est chargé de l’épuration dans les gouvernements de Libération, et d'Union Nationale (jusqu'au 1er mars 1947). En 1948 et 1951, il est réélu à la Chambre des députés.
En 1967, il est nommé, pour le compte du Luxembourg, Commissaire européen et sert au sein de la commission Rey jusqu'en 1970. Ses responsabilités concernaient le domaine des transports.

## Justes parmi les nations
Victor Bodson vivait près de la Sûre, qui sert de frontière naturelle entre le Luxembourg et l'Allemagne. Il a créé et exploité une voie d'évacuation afin de permettre aux Juifs au cours de la Seconde Guerre mondiale d'emprunter un itinéraire qui leur permettait de fuir en traversant la Sûre. À l'issue de leurs traversées, ces Juifs rencontraient Victor Bodson dans sa maison de Steinheim. En outre, à l'aide d'un appareil spécial dans sa voiture, il pouvait avertir ces personnes situées dans un refuge afin qu'ils soient préparés à l'avance par ses amis.
Au cours de ses opérations, Victor Bodson a risqué sa vie à plusieurs reprises. Ses actions ont permis de sauver environ 100 Juifs des camps de concentration.
À ce jour (janvier 2018), il est le seul Luxembourgeois à avoir reçu cette reconnaissance.

## Divers
Le pont Victor Bodson à Hesperange, dans le sud du Luxembourg, est nommé en son honneur. Victor Bodson a fondé un cabinet d'avocats à Luxembourg en 1923, qui est aujourd'hui toujours en activité sous le nom de Wildgen, Partners in Law.
Il a été le premier Président de l'Assemblée parlementaire de la Francophonie (alors appelée "Association internationale des parlementaires de langue française") de 1967 à 1972.